# Lincoln (England)
 For alternative betydninger, se Lincoln. (Se også artikler, som begynder med Lincoln)
Lincoln (udtales ˈlɪŋkən, latin Lindum Colonia) er domkirkeby og countysæde i Lincolnshire i England. I 2021 havde selve Lincoln City 103.813 indbyggere, mens byområdet Lincoln, inklusive Bracebridge Heath, North Hykeham, South Hykeham og Waddington havde 127.540 indbyggere. Lincoln er hovedby i Lincolnshire og countiets største by efterfulgt af Grimsby og Scunthorpe
Den romerske by Lindum Colonia udviklede sig fra briternes jernalderbosættelse ved floden Witham, nær vejen Fosse Way. Siden blev navnet forkortet til det nuværende Lincoln, efter adskillige på hinanden følgende bosættelser, inklusive af angelsaksere og danere.
Byens vartegn inkluderer den gotiske Lincoln Cathedral, der i over 200 år var verdens højeste bygning og den normanniske Lincoln Castle. I byen ligger uddannelsesinstitutionerne University of Lincoln og Bishop Grosseteste University
Byens fodboldklubber er Lincoln City F.C. og Lincoln United F.C. .

## Historie

### Tidlig historie:Lindon
Byens kan spores tilbage til en jernalderbosættelse af runde træhytter (sporene opdaget af arkæologer i 1972). Bosættelsen lå ved en dyb sø (den nutidige Brayford Pool) i Witham-floden ved foden af en stor bakke (hvor normannerne byggede Lincoln Cathedral og Lincoln Castle).
Navnet Lincoln stammer sandsynligvis fra en bosættelse menes at have haft navnet Lindon (søen) på det brytoniske sprog, som jernalderen britiske keltere talte, formodentlig med reference til det nuværende Brayford Pool. Man ved ikke hvor stor bosættelsen var, da resterne af den ligger dybt begravet under senere romerske og middelalderlige ruiner, uder den moderne by Lincoln.

### Romersk historie:Lindum Colonia
Romerne erobrede denne del af Britannien i år 48 og byggede kort efter en legionærfæstning højt oppe på en bakke, vendt mod en naturlig sø (den moderne Brayford Pool) dannet ved en udvidelse af Withamog-floden ved den nordlige ende af romervejen Fosse Way (A46). Det keltiske navn Lindon blev latiniseret til Lindum - og Colonia, da byen blev en bosættelse for veteraner fra hæren. Lindum Colonia blev af engelsktalende forkortet til Lincoln.
Ændringen til en colonia skete, da en legion flyttede videre til York (Eboracum) i år 71. Lindum Colonia, eller Colonia Domitiana Lindensium efter grundlæggeren Domitian, blev etableret på bakketoppen inden for fæstningens mure med en udvidelse af omtrent samme størrelse ned ad bakken mod vandet.
Det blev en stor og blomstrende bosættelse, der var tilgængelig fra havet via Trent-floden og Witham-floden. Da provinsen Britannia Inferior blev opdelt i det tidlige fjerde århundrede, blev bosættelsen provinshovedstad i Flavia Caesariensis, men nu kom byen og dens vandveje ind i en nedgangstid. Ved slutningen af det femte århundrede var byen stort set forladt, selv om nogle bosættelser stadig fandt sted under en Praefectus Civitatis, da Paulinus af York besøgte en mand med den titel i Lincoln i år 629.

### 410 til 1066
Efter de første ødelæggende vikingeangreb opnåede byen igen nogen betydning. I vikingetiden var Lincoln et handelscenter. Efter indførelsen af danelagen i år 886, blev Lincoln en af de fem boroughs i East Midlands. I løbet af de næste århundreder steg Lincolns betydning igen. I 1068, to år efter den normanniske invasion, befalede Vilhelm Erobreren opførelsen af borgen Lincoln Castle på det sted, hvor den romerske bosættelse havde ligget af de samme strategiske årsager og med samme vej.

### Domkirke
Byggeriet af den første Lincoln Cathedral begyndte, da biskopsædet blev flyttet fra Dorchester til Lincoln, og var fuldendt i år 1092. Domkirken blev genopført efter en brand, men blev ødelagt af et usædvanligt jordskælv i 1185. Den genopførte Lincoln Minster, som blev forstørret ved hver genopførelse, havde et krydstårn med spir, der efter sigende var 160 meter højt – det højeste i Europa. Ved katedralens fuldførelse menes det midterste af de tre spir at have overgået de store pyramider i Ægypten som de højeste menneskeskabte bygningsværker i verden.
Lincolns biskop var blandt de ledende skikkelser i det middelalderlige England. Lincolnshire, det største stift, havde flere klostre end resten af England tilsammen, og stiftet blev støttet af store landbesiddelser uden for countyet.
Da Magna Carta blev til i 1215, var et af vidnerne Hugh af Wells biskop i Lincoln. En af kun fire bevarede originale udgaver af dokumentet findes nu i Lincoln Castle.
Blandt de mest berømte biskopper i Lincoln var Robert Bloet, der var kong Henrik I's justiciar (en titel sammenlignelig med en nutidig premierminister); Hugh af Avalon, katedralbyggeren, der blev gjort til helgen som Sankt Hugh af Lincoln; Robert Grosseteste, intellektuel fra det 13. århundrede; Henrik Beaufort, politiker dybt involveret i rosekrigene; Philip Repyngdon, kong Henrik IV's kapellan og Wycliffes forsvarer; Thomas Wolsey, senere kardinal i Rom.
Biskoppens slot var administrativt centrum og det tredje element i det centrale bygningskompleks. Da det blev opført sidst i det 12. århundrede, var slottet en af de vigtigste bygninger i England. Den senere kanoniserede biskop Hugh af Lincoln var bygherre på slottets østlige del, hvis hvælving er det ældst bevarede eksempel på en beboelse med tag. Kapellet og indgangstårnet blev bygget af biskop William af Alnwick, der moderniserede slottet i 1430'erne. Både kong Henrik VIII og Jakob I var gæster hos biskopperne. Slottet blev hærget af kongetro tropper under borgerkrigen i 1648.

### Middelalderby
I 1150 var Lincoln blandt de mest velhavende byer i England. Grundlaget for økonomien var tekstiler og uld, som blev eksporteret til Flandern. Lincolns vævere havde etableret et laug i 1130 med det formål at fremstille særligt de fintfarvede stoffer "skarlagen" og "grønt", hvis anseelse senere blev styrket af, at sagnfiguren Robin Hood bar uldtøj lavet af Lincoln-grønt (der måske var rødt). I laugsbygningen (Guildhall), der kroner Stonebow-byporten, opbevares i det ældgamle rådskammer Lincoln bys insignier. Uden for domkirkens og slottets områder ligger den gamle bydel, Bailgate, og den fortsætter ned ad gaden Steep Hill til High Bridge, som er den ældste bro i England, der stadig er bebygget, som det var almindeligt i middelalderen. Byen har tre gamle kirker: St. Mary le Wigford og St. Peter at Gowts, der begge er fra det 11. århundrede samt St. Mary Magdalene fra slutningen af det 13. århundrede og usædvanligt for England viet til (Maria Magdalene), som på den tid kom på mode på det europæiske fastland.
Lincoln var hjemsted for et af de fem vigtigste jødiske samfund i England, veletableret før det første gang blev omtalt i 1154. I 1190 nåede antisemitiske optøjer, der var begyndt i King's Lynn (Norfolk) til Lincoln; det jødiske samfund søgte tilflugt hos de kongelige embedsmænd, men deres boliger blev plyndret. Huset House of Aaron, har en toetages gadevendt facade, som stort set er fra det 12. århundrede. Det nærtliggende Jew's House vidner også om den jødiske befolkning. I 1255 opstod menneskeofringsanklagen kaldet Libel of Lincoln, hvor prominente jøder fra Lincoln blev beskyldt for ritualmord på en kristen dreng (Lille Hugo af Lincoln) og blev sendt til Tower of London, hvor alle atten blev henrettet. Jøderne blev fordrevet fra byen i 1290.
I det 13. århundrede var Lincoln den 3.største by i England, og populær hos mere end én konge. Den blev også viklet ind i striden mellem kong John (yngre bror til kong Richard Løvehjerte) og oprørske baroner.
Lykken begyndte at vendte for byen i løbet af det 14. århundrede. Den lavtliggende del af byen var tilbøjelig til at blive oversvømmet og blev i stigende grad isoleret, desuden var den sorte død udbredt. I 1409 blev byen et county corporate, i praksis et mindre selvstyrende county.

### 16. århundrede
Opløsningen af Englands klostre bidrog yderligere til Lincolns problemer, da det afbrød den primære indtægt fra stiftet og det biskopkontrollerede patronat, alene ved lukningen af byens syv kloster. Samtidig blev en række parlamentkontrollerede abbedier lukket, hvilket førte til yderligere tab af politisk magt. Da der gik råd i domkirken store spir, der faldt sammen, var det et sigende udtryk for Lincolns økonomiske og politiske nedgang. Den forholdsvise fattigdom i Lincoln efter middelalderen, bevarede dog bygninger fra før middelalderen, som kunne være gået tabt i fremgangsrige tider.

### Borgerkrigen
Mellem 1642 og 1651 under den engelske borgerkrig lå Lincoln på grænsen mellem kavalerernes (royalisterne) og rundhovedernes (parlamentaristerne) styrker. Militærkontrollen over byen skiftede hænder adskillige gange. Mange bygninger blev svært beskadiget. Lincoln havde ikke længere nogen større industrier, ingen let adgang til havet og havde en dårlig beliggenhed. Som følge heraf, led Lincoln umådeligt, og rejsende kommenterede ofte tingenes tilstand i byen, der nu stort set kun bestod af en hovedgade. Resten af landet oplevede en spirende fremgang i begyndelsen af 1700-tallet.

### Den georgianske periode
I den georgianske periode begyndte det at gå bedre for Lincoln, delvist takket være den britiske landbrugsrevolution. Genåbningen af kanalen Foss Dyke gjorde det lettere at transportere vitale råstoffer som kul til byen.
Foruden den økonomiske vækst kom Lincoln også til at omfatte fælleden West Common.

### Den industrielle revolution
I forbindelse med etableringen af jernbaner oplevede Lincoln ny vækst under den industrielle revolution, og flere verdenskendte virksomheder opstod som Ruston, Clayton, Proctor og William Foster. Lincoln begyndte at udmærke sig inden for sværindustrien, med produktion af dieseldrevne tog, dampskovle og mange andre former for store maskiner.

### 20. århundrede
Mellem november 1904 og august 1905 blev Lincoln ramt af en omfattende tyfusepidemi forårsaget af forurenet drikkevand fra Hartsholme Lake og Witham-floden. Over tusinde mennesker blev syge og 113 døde herunder den ansvarlige for byens vandforsyning, Matthew Robinson fra Baker Crescent. Vandtårnet Westgate Water Tower blev bygget for at give byen en ny vandforsyning.
Under første verdenskrig skiftede Lincoln til krigsproduktion. De allerførste kampvogne blev opfundet, designet og bygget i Lincoln af William Foster & Co. Ltd. under krigen. Befolkningstilvækst gav flere arbejdere muliggjorde endnu større vækst. Kampvognene blev afprøvet på arealer, der nu er dækket af Tritton Road (i de sydvestlige forstæder). Under anden verdenskrig producerede Lincoln store mængder krigsmateriel, herunder kampvogne, flyvemaskiner, ammunition og militærkøretøjer. Ruston and Hornsby (R & H) producerede dieselmotorer til skibe og lokomotiver i samarbejde med tidligere kollegaer til Frank Whittle og Power Jets Ltd. I 1950 åbnede R & H (som blev til RGT) det allerførste samlebånd til bygning af gasturbinemotorer til land- og havbaseret energiproduktion. Det blev en stor succes og virksomheden blev byens største arbejdsgiver med 5.000 arbejdspladser på fabrikken og i forskningslaboratorierne. Dermed blev store industrikonglomerater interesserede i at overtage virksomheden. I slutningen af 1960'erne overtog GEC virksomheden og flyttede produktionen af dieselmotorer til deres Ruston Diesels-afdeling i Newton-le-Willows, Lancashire, til det tidligere Vulcan Foundry (der havde fremstillet lokomotiver), der i juni 2000 købt af den tyske virksomhed MAN B&W Diesel. GEC blev slået sammen med den franske virksomhed Alstom i slutningen af 1980'erne, blev i 2003 købt ud af Siemens AG, og hedder i Siemens Industrial Turbomachinery. Denne virksomhed indeholder også de tilbageværende dele af Napier Turbochargers. I 2008 blev der offentliggjort planer om at opføre en ny fabrik lige uden for bygrænsen i Teal Park, North Hykeham.
I efterkrigsårene blev der bygget nye forstæder, men sværindustrien kom ind i nedgangstid mod slutningen af det 20. århundrede, som i det øvrige Storbritannien. Forsat er fremstillingen af gasturbiner dog det største erhverv.

## Økonomi
Lincolns økonomi er primært baseret på offentlig administration, handel, landbrug og turisme, med stadig aktive industrivirksomheder som Rustons (nu Siemens). Men mange af Lincolns store industrivirksomheder har for længst standset produktionen i byen, efterladende store, tomme produktionsbygninger. I nyere tid er disse bygninger blevet opdelt mellem flere mindre virksomheder. Som mange andre byer i Storbritannien har Lincoln haft økonomisk vækst inden for informationsteknologi med en del e-handels-selskaber i og omkring byen. Mange andre mere konventionelle virksomheder ligger også i og omkring byen. En af årsagerne til, at universitetet blev bygget, var at øge de lokale investeringer og fungere som et udklækningssted for mindre virksomheder.

### Turisme og kultur
Byen besøges af turister, som kommer for at se de mange historiske bygninger, herunder domkirken, slottet og det middelalderlige biskopslot, samt handle i specialforretningerne på Steep Hill og Bailgate. Arkæologi- og kunstmuseet The Collection som Usher Gallery er en del af, er en vigtig attraktion. Museet, der delvis ligger i en bygning bygget til formålet, er i besiddelse af over to millioner genstande. Fund fra officielle arkæologiske udgravninger i Lincolnshire ender hos The Collection, som vokser hele tiden.
Andre attraktioner er Museum of Lincolnshire Life og The Sir Joseph Banks Conservatory ved The Lawn ved siden af Lincoln Castle. Naturattraktioner er blandt andre Whisby Nature Reserve og Hartsholme Park. Desuden er der flyvepladserne Waddington airfield og Scampton airfield (hvor RAF's flyveopvisningshold Red Arrows holder til), County Showground og motorsportsbanen Cadwell Park ved Louth.
På grund af klimaet kommer der hver sommer mange turister til Lincoln, men også i anden weekend i december, hvor der i Bailgate-bydelen holdes julemarked på slotsområdet.

## Geografi – Uphill og Downhill
Byen ligger på det punkt, hvor den op til 60 meter høje limstensklint Lincoln Cliff er delt af en kløft, som Witham-floden løber gennem. Dermed er Lincoln delt i to områder, blandt de lokale kendt som "uphill" og "downhill". Uphill-området omfatter den nordlige del af byen oven på Lincoln Cliff (nord for kløften). I området ligger den gamle bydel, herunder domkirken, slottet og det middelalderlige biskopslot; bydelen er lokalt kendt som "The Bail", mens turistbrochurer kalder det "The Cathedral Quarter" (domkirkekvarteret). Desuden ligger de nordlige og nordøstlige forstæder også i området. Downhill-området omfatter bymidten (som ligger i kløften) og forstæderne mod syd og sydvest. Gaden med det passende navn Steep Hill (stejl bakke), forbinder de to områder, selv om den er for stejl til køretøjer, som må benytte en mere omstændelig rute mellem områderne. Denne opdeling adskiller Lincoln fra andre historiske byer i Europa, hvor de vigtigste historiske bygninger som domkirker og slotte, ligger centralt i den nutidige bymidte.
Engang var opdelingen også et vigtigt klasseskel, hvor uphill-området var mere velstående og downhill knap så meget. Forskellen stammer fra normannernes invasion, hvor den religiøse og militære elite boede på bakketoppen. Byggeri og udvidelse af forstæder i begge dele af byen siden midten af det 19. århundrede har mindsket forskellene, men ejendomme i uphill-området er stadig dyrere, og mæglerne gør altid opmærksom på beliggenheden. Medlemskab af fremtrædende uphill-organisationer som Lincoln Astronomical Society, Lincoln Backgammon Club, Lincoln Uphill Gardeners' Club og Lincoln Waits anses for at være et tegn på succes.

## Transport

### Jernbane
Lincoln Central Railway Station har fem perroner. Der er forbindelse til en række byer, blandt andre Newark-on-Trent, Grimsby, Nottingham, Leicester, Sheffield, Peterborough og London.
I forbindelse med elektrificeringen af East Coast Main Line (ECML) i slutningen af 1980'erne forsvandt den direkte forbindelse fra Lincoln til King's Cross i London, hvilket medførte togskifte i Newark eller Peterborough via ECML til King's Cross, eller skifte i Nottingham for at komme via Midland Main Line (MML) til St Pancras. Men i december 2008 blev der igen etableret en direkte forbindelse til London af East Midlands Trains fra Lincoln Central til St. Pancras via Nottingham og Leicester. Rejsen til London ad Midland Main Line-ruten taget tre timer, betydeligt længere tid end hvis man skifter i Newark North Gate eller kører i bil ad A1-motorvejen. Fra slutningen af 2009 planlægger National Express East Coast (NXEC) at køre direkte tog til King's Cross, med en rejsetid på to timer.

#### Overskæringer
Elektrificeringen af East Coast Main Line gav en stigning i trafikken, hvor mange godstog mellem Doncaster og Peterborough bliver ledt gennem Lincoln. Sammen med godstrafikken mellem Midlands og havnene og olieraffinaderi i Grimsby-, Immingham- og Killingholme-området samt lokale passagertog til centralstationen, har medført at jernbaneoverskæringen på High Street (som deler det centrale indkøbsområde i to) er lukket i op til 22 minutter i timen. Forbedringer i stationsområdet i 2008 har medvirket til at forbedre godstrafikken gennem Lincoln.
Byens parlamentsmedlem og handelskammeret mener, at det kan forhindre oprettelsen af nye arbejdspladser. Ifølge Hansard-optegnelserne, har det været et problem i Lincoln siden 1860'erne.
Indtil 1986 var der en jernbaneoverskæring mere på High Street, ved den nu lukkede jernbanestation Lincoln St. Marks.

### Veje
Den 19 millioner pund dyre omfartsvej A46 åbnede i december 1985. Fra rundkørslen North Hykeham (A1434) til rundkørlsen B1378 (Skellingthorpe Road) overskrider vejen den kapacitet, som den oprindelig var beregnet til, særligt i sommerweekender. I årtier var Lincoln næsten ikke forbundet med landevejene i Storbritannien, indtil A46 til Newark for 28 millioner pund blev gjort tosporet i hver retning i juli 2003. En østlig A15-omfartsvej blev overvejet af East Midlands Regional Assembly i 2006 og udsat i flere år, så den tidligst kan være færdig i 2016.

## Uddannelse

### Højere læreanstalter
Lincoln har to højere læreanstalter. Den ældste er Bishop Grosseteste University College, der ved etableringen i 1862 var et lærerseminar knyttet til den anglikanske kirke. I 1990'erne blev der oprettet ny studieretninger, især inden for kunst og drama. Universitetet er ikke knyttet til det nye.
Det større University of Lincoln blev etableret som University of Lincolnshire and Humberside i 1996, da University of Humberside oprettede et campus i Lincoln ved Brayford Pool, hvilket tiltrak flere studerende. Lincoln Art College (der var Lincolnshires primære højere læreanstalt) og Riseholme Agricultural College, der tidligere havde været en del af De Montfort University i Leicester, blev indlemmet i universitet i 2001, og som en følge deraf blev campuset i Lincoln foretrukket frem for Hull campus. I september 2002 skiftede universitetet navn til University of Lincoln. I studieåret 2005/6 var der 8.292 fuldtidsstuderende. På grund af lokal utilfredshed med at de studerende boede i West End-bydelen, blev der omkring 2002 opført et stort antal støttede ungdomsboliger ved siden af Foss Dyke-kanalen og Brayford Way-broen. Stundenterlivet har medført opførelsen af teateret Engine Shed på Brayford Wharf East.

### Videreuddannelse
På Lincoln College er der videreuddannelse. Det er den største uddannelsesinstitution i Lincolnshire, med 18.500 studerende, heraf 2.300 på fuld tid.

### Skoler
Indtil september 1974, hvor man gik over til enhedsskolen, havde Lincoln to grammar schools. Dermed er Lincolns skolesystem, i lighed med nærtliggende områder så som North Hykeham, Branston og Cherry Willingham, atypisk i forhold til resten af Lincolnshire, som beholdt grammar school-systemet, på trods af at de hører under den samme lokale uddannelsesmyndighed.

## Medier
Det lokale dagsblad hedder Lincolnshire Echo. De lokale radiostationer er BBC Radio Lincolnshire og dens kommercielle rival Lincs FM. En nyere radiostation er Siren FM, der sender fra University of Lincoln. BBC Look North har et kontor i Lincoln, som en integreret del af deres dækning af Lincolnshire og East Yorkshire.

## Sport

### Fodbold
Lincoln har et professionelt fodboldhold, Lincoln City F.C., med kaldenavnet "The Imps", der spiller på stadionet Sincil Bank i den sydlige del af byen. Lincoln City var den første klub, der havde Graham Taylor som træner, i perioden 1972 til 1977, hvor klubben rykkede op i fjerde division. Taylor blev siden træner for Englands fodboldlandshold (1990-1993). Klubbens divisionshøjdepunkt var i 1982, hvor den blev nummer fire i tredje division og var tæt på at rykke op i anden division. Klubben har også et kvindeligt hold, Lincoln City L.F.C., kaldet "The Lady Imps".
Andre fodboldklubber i Lincoln er Lincoln United F.C., Lincoln Moorlands Railway F.C. og Lincoln Griffins Ladies F.C.

## Kendte personer med tilknytning til byen
- George Boole – skaberen af boolsk algebra, født i Lincoln i 1815.
- Jim Broadbent – Oscar-belønnet skuespiller, født i Wickenby i 1949.
- William Byrd – komponist og organist, der boede tæt på domkirken.
- John Hurt – skuespiller, gik i Lincoln School.
- Jonathan Kerrigan – tv- og teaterskuespiller, kendt fra tv-serien Små og store synder.
- Neville Marriner – dirigent, født i Lincoln. Arrangerede og dirigerede musikken til filmen Amadeus.
- Alfred Tennyson – digter, født i Somersby.
- Éamon de Valera – irisk politisk leder og senere premierminister og præsident, fængslet i Lincoln Gaol i 1918, flygtede i februar 1919.

## Venskabsbyer
- Port Lincoln, Australien
- Tangshan, Kina
- Neustadt an der Weinstraße, Rheinland-Pfalz, Tyskland
- Radomsko, Polen